# Arctosa lawrencei
Arctosa lawrencei (Roewer, 1960) è un ragno appartenente alla famiglia Lycosidae.

## Etimologia
Il nome proprio della specie è in onore dell'aracnologo sudafricano Reginald Frederick Lawrence (1897-1987).

## Caratteristiche
L'epigino è piatto, più lungo che largo, di forma semicircolare, con due setti mediani posti uno di fronte l'altro e separati da uno strato chitinoso.
Le femmine hanno il bodylenght (prosoma + opistosoma) di 8,5 millimetri (3,5 + 5).

## Distribuzione
La specie è stata reperita nel Sudafrica centrale: nei pressi di Capland, località degli altopiani stepposi del Karoo appartenenti alla Provincia del Capo Settentrionale.

## Tassonomia
La denominazione originaria di Roewer fu Piratosa lawrencei Roewer, 1960; a seguito di un lavoro degli aracnologi Marusik, Omelko & Koponen del 2010, questi esemplari sono stati trasferiti al genere Arctosa.
Al 2016 non sono note sottospecie e dal 2010 non sono stati esaminati nuovi esemplari.